# Wasserwerk Stiepel
Das Wasserwerk Stiepel (genauer: Turbinenpump- und Wasserkraftwerk Stiepel) ist neben dem Wasserkraftwerk im Wehr des Kemnader Sees das zweite Laufwasserkraftwerk in Bochum an (bzw. in) der Ruhr. Es dient bis heute vordringlich der Trinkwassergewinnung.

## Geschichte
Das Kraftwerk wurde 1910 als Pumpwerk für die Wasserbeschaffung neben der Schleuse Blankenstein errichtet. Es wurde 1996 umfassend modernisiert.

## Energiegewinnung
Von den sechs Kaplan-Turbinen  des Kraftwerkes  sind zwei mit Generatoren ausgestattet, die zusammen über eine elektrische Leistung von 400 kW verfügen. Die übrigen vier Turbinen sind direkt an Pumpen gekoppelt, die das gewonnene Trinkwasser in den 110 m hoch liegenden Hochbehälter in Stiepel pumpen. Von den jährlich knapp 1 GWh produzierter Energie werden etwa 370 MWh in die Mittelspannungsebene des Netzes eingespeist. Die restliche Energie wird für den Eigenbedarf aufgewendet.

## Trinkwassergewinnung
Das Trinkwasser wird an der Ruhr aus mehreren Brunnenreihen und vertikal verlegten Sickerleitungen gewonnen, dabei wird sowohl Grundwasser als auch Uferfiltrat gefördert. Die früher betriebenen und noch vorhandenen Versickerungsbecken sind stillgelegt. Das Wasser wird in einer Mehrschichtfilteranlage von Schwebstoffen gereinigt, einer Entsäuerung und Chlorung unterzogen, bevor es zum Wassersaal Bochum-Stiepel, einem Hochbehälter, gepumpt wird. Mit 46.000 m³ Trinkwasser pro Tag deckt die Anlage mehr als die Hälfte des Bochumer Bedarfs.
Die Stadtwerke Bochum haben angekündigt, 2014/15 die Trinkwassergewinnung im Stiepeler Wasserwerk aufzugeben, da eine Verordnung des nordrheinwestfälischen Umweltministeriums ab dann vier Filterstufen vorschreibt. Im Wasserwerk Stiepel werden jedoch nur zwei Stufen verwendet, eine Nachrüstung würde ca. 20 Mio. € kosten – eine Rohrleitung vom Wasserwerk Witten, das bereits über vier Filterstufen verfügt, zum Hochbehälter in Stiepel würde weniger als die Hälfte kosten.
Betreiber des Wasserwerkes ist die Wasserbeschaffung Mittlere Ruhr GmbH, ein Gemeinschaftsunternehmen von Gelsenwasser und den Stadtwerken Bochum. Die technische Geschäftsführung hat die Gelsenwasser. Die Bochumer Stadtwerke bieten im Wasserwerk Betriebserkundungen für Schulklassen an. Der nahegelegene Wasserlehrpfad an der Ruhr zeigt Informationen zur Wassergewinnung sowie zum Wasserwerk und der nahegelegenen Schleuse. Zum Schutz der Wassergewinnung wurde das Wasserschutzgebiet „Sundern-Stiepel“ angelegt.